# Siedmiopunktowa pozycja Wajroczany
Siedmiopunktowa pozycja Wajroczany, skr. saptadharmavairocana, tyb. rnam snang chos bdun – określenie definiujące siedem punktów idealnej pozycji medytacyjnej:
1. skrzyżowanie nóg w pozycji wadżry (pełnego lotosu)
2. proste plecy
3. dłonie ułożone w mudrze medytacyjnej
4. wzrok skierowany w dół, wzdłuż linii nosa
5. podbródek lekko cofnięty
6. ramiona oddalone od siebie, rozpostarte jak "skrzydła sępa"
7. czubek języka dotykający podniebienia